# スパニッシュ・ウェルズ
スパニッシュ・ウェルズ（英語: Spanish Wells）はバハマの県である。

## 隣接行政区画
- ノース・エルーセラ

## 島

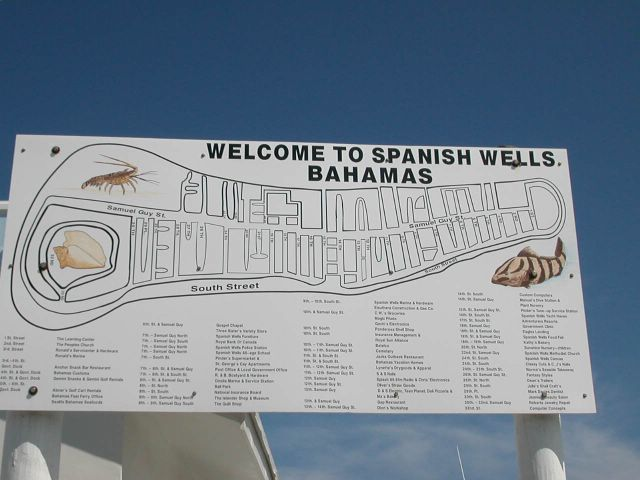
歓迎の看板（街路図）

- St. George's Cay
- Russell Island